# Rotación de activos
La rotación de activos, es un ratio financiero que mide el grado de eficiencia de una empresa en el uso de sus activos para generar ingresos por ventas.
Las empresas con bajos márgenes de beneficio suelen tener un elevado grado de rotación, mientras que aquellas con márgenes altos lo tienen bajo. Las empresas del comercio minorista tienden a tener ratios de rotación muy elevados por motivo de la fuerte competencia en precios.
{\displaystyle {\mbox{Rotación de activos}}={\frac {\mbox{Ventas}}{\mbox{Activo Total Neto Medio}}}}
- "Ventas" es el valor de las "ventas netas".
- "Activo total neto medio" es el promedio del valor de los activos totales del balance de la empresa entre comienzo y el final del período fiscal.

en términos generales muestra las veces en que el activo es capaz de generar ventas.